# Théorie de la valeur ajoutée
La théorie de la valeur ajoutée (en anglais value-added theory) ou théorie de la tension (en anglais strain theory), utilisée pour la première fois par Neil Smelser, est basée sur l'assomption que certaines conditions sont nécessaires pour la mise en place d'un mouvement social. Plus le nombre de ces facteurs réunis est grand, plus la probabilité qu'un mouvement social se mette en place est grande.
Pour Neil Smelser, chaque facteur explicatif ajoute à la probabilité qu’on puisse voir émerger un mouvement social,,. Il distingue six conditions qui doivent être remplies pour qu’on puisse voir l’émergence des phénomènes de comportements collectifs,, : 
- La conductibilité structurelle — la structure sociale doit être telle que ce comportement puisse émerger,
- Les tensions structurelles — la société porte en elle des tensions qui favorisent l'action collective, comme l'injustice ou les inégalités, et les autorités publiques sont incapables de les résoudre,
- La croyance généralisée — le problème est clairement défini de manière que tous en comprennent les enjeux,
- Les facteurs précipitants — c’est-à-dire qu’il faut un élément qui déclenche des émotions et la volonté de s'engager,
- La mobilisation pour l’action — il faut qu’il y ait des individus qui encouragent d’autres individus à joindre l’action ; en d’autres termes, il faut un leadership dans un mouvement qui puisse mobiliser,
- L'échec du contrôle social — l’action des agents du contrôle social doit être faible de manière que l’action ne soit pas empêchée.